# Južnolibanonska armada
Južnolibanonska armada (znana po angleškem imenu South Lebanon Army oz. akronimu SLA) je bila ena izmed libanonskih milic, ki je med libanonsko državljansko vojno delovala na skrajnem jugu države, po njej pa je vse do leta 2000 tesno sodelovala z Izraelom, ki je zasedel južni Libanon.
Milica je nastala zaradi zaščite civilistov pred palestinskimi begunci pod okriljem Arafatove Palestinske organizacije (PLO), ki so iz južnega Libanona napadali Izrael in dejansko nadzorovali skrajni jug države. Formalno je nastala leta 1976, ko je ob izbruhu državljanske vojne razpadla libanonska vojska. Pridružili so se ji predvsem kristjani (ki so zasedali vsa najvišja poveljniška mesta) in šiiti, ki so zasedali nekaj nižjih poveljniških položajev.
Prvi poveljnik je bil Saad Haddad, leta 1984, ko je umrl za rakom, ga je zamenjal Antoine Lahad. 
Zaradi skupnega sovražnika (PLO) sta SLA in Izrael hitro sklenila zavezništvo. SLA se je borila proti PLO in kasneje tudi proti Hezbolahu, upravljala zloglasni zapor Khiam in v zasedenem južnem Libanonu izvrševala tudi civilno oblast, Izrael pa jo je oskrboval z orožjem in jo logistično podpiral in tako je vedno bolj postajala izraelska marioneta. Vse do leta 1990 jo je finančno podpirala tudi libanonska vlada, po koncu vojne pa jo je prosirska vlada razglasila za izdajalce in ustavila financiranje. V desetletju po vojni so jo močno načeli nenehni Hezbolahovi napadi in vdor libanonskih obveščevalnih služb, tako da se je število vojakov s 3000 zmanjšalo za polovico.
Maja 2000 se je Izrael dokončno umaknil iz južnega Libanona, ne da bi kakorkoli obvestil dotedanje zaveznike. Na to nepripravljena SLA je ob vdoru Hezbolahovih bojevnikov kmalu razpadla. Nekaj njenih pripadnikov (vključno z Lahadom) je skupaj z družinami pobegnilo v Izrael in nekatere druge države (predvsem v Nemčijo), ostali so se predali Hezbolahu. Libanonske oblasti so jih ves čas obravnavale kot vojne zločince in jih postavile pred sodišča. Leta 2005, po umiku sirske vojske, so se v nekaterih protisirskih političnih strankah pojavile zamisli o amnestiji.
SLA je bila razdeljena na dve brigadi:
- zahodna brigada je štela okoli 735 mož in je bila nadalje razdeljena v 3 bataljone št. 70, 80 in 81. Delovala je med Rihanom ter Ajšijehom in Hasbajo
- vzhodna brigada je štela do 3000 mož (1984) in se nadalje delila v bataljone št. 10, 30 in 90. Delovala je na območju Kfar Tibnita, Kfar Houne in Katranija.